# Liste der Bodendenkmäler in Sulzfeld am Main
Auf dieser Seite sind die Bodendenkmäler in der unterfränkischen Gemeinde Sulzfeld am Main zusammengestellt. Diese Tabelle ist eine Teilliste der Liste der Bodendenkmäler in Bayern. Grundlage ist die Bayerische Denkmalliste, die auf Basis des Bayerischen Denkmalschutzgesetzes vom 1. Oktober 1973 erstmals erstellt wurde und seither durch das Bayerische Landesamt für Denkmalpflege geführt wird. Die folgenden Angaben ersetzen nicht die rechtsverbindliche Auskunft der Denkmalschutzbehörde.

## Bodendenkmäler der Gemeinde Sulzfeld am Main

### Bodendenkmäler in der Gemarkung Sulzfeld a.Main
| Lage                       | Objekt | Akten-Nr.     | Bild |
| -------------------------- | --- | ------------- | ---- |
| Sulzfeld a.Main (Standort) | Siedlung vor- und frühgeschichtlicher Zeitstellung. Siehe auch: Frühgeschichte | D-6-6226-0157 |      |
| Sulzfeld a.Main (Standort) | Spuren eines rechteckigen mehrteiligen Grabenwerkes. Siehe auch: Grabenwerk | D-6-6226-0189 |      |
| Sulzfeld a.Main (Standort) | Siedlung der Linearbandkeramik und der Urnenfelderzeit. Siehe auch: Linearbandkeramische Kultur, Urnenfelderzeit | D-6-6226-0237 |      |
| Sulzfeld a.Main (Standort) | Archäologische Befunde des frühen, hohen und späten Mittelalters und der frühen Neuzeit im Ortsbereich von Sulzfeld a.Main. Siehe auch: Spätmittelalter, Frühe Neuzeit                                                                              | D-6-6226-0238 |      |
| Sulzfeld a.Main (Standort) | Archäologische Befunde des Mittelalters und der frühen Neuzeit im Bereich der Katholischen Pfarrkirche St. Sebastian von Sulzfeld a.Main mit ehemalige Kirchenbefestigung. Siehe auch: Frühe Neuzeit, Pfarrkirche, St. Sebastian (Sulzfeld am Main) | D-6-6226-0239 |      |
| Sulzfeld a.Main (Standort) | Archäologische Befunde des späten Mittelalters und der frühen Neuzeit im Bereich der Ortsbefestigung von Sulzfeld a.Main. Siehe auch: Spätmittelalter, Frühe Neuzeit                                                                                | D-6-6226-0240 |      |
| Sulzfeld a.Main (Standort) | Archäologische Befunde der frühen Neuzeit im Bereich des ummauerten Friedhofes mit Friedhofskapelle Hl. Kreuz in Sulzfeld a.Main. Siehe auch: Frühe Neuzeit                                                                                         | D-6-6226-0241 |      |
| Sulzfeld a.Main (Standort) | Bestattungsplatz mit verebnetem Grabhügel vorgeschichtlicher Zeitstellung. | D-6-6326-0240 |      |